# Mesostruma
Mesostruma é um gênero de insetos, pertencente a família Formicidae.

## Espécies
- Mesostruma bella Shattuck, 2000
- Mesostruma browni Taylor, 1962
- Mesostruma eccentrica Taylor, 1973
- Mesostruma exolympica Taylor, 1973
- Mesostruma inornata Shattuck, 2000
- Mesostruma laevigata Brown, 1952
- Mesostruma loweryi Taylor, 1973
- Mesostruma spinosa Shattuck, 2007
- Mesostruma turneri (Forel, 1895)